# Marie Mävers
Marie Mävers (13 de fevereiro de 1991) é uma jogadora de hóquei sobre a grama alemã, medalhista olímpica.

## Carreira
Mävers integrou o elenco da Seleção Alemã Feminina de Hóquei Sobre Grama, nas Olimpíadas de 2016, conquistando a medalha de bronze.